# Benidorm Bastards
Benidorm Bastards é um série de televisão belga de comédia criada por Tim Van Aelst.
Uma versão chamada Os Velhinhos se Divertem é produzida e transmitida pelo SBT como um quadro do Programa Silvio Santos desde 2011.

## Formato
Benidorm Bastards é um programa de câmeras escondidas produzido pela emissora 2BE. Todos os atores são amadores e idosos. O seriado tem um conceito semelhante à comédia britânica "Trigger Happy TV".

### Detalhes da atração
No programa, os atores agem ao longo das cidades da Bélgica como se fossem jovens bem como falam a respeito de coisas a cujo respeito nenhum idoso atreveria-se a falar. Eles também vivem situações engraçadas, como cadeiras de rodas elétricas fora de controle e outros incidentes que seriam estranhos para os mais jovens.

## Controvérsia
O prefeito Agustín Navarro, da cidade espanhola de Benidorm, não aprovou o nome "*Benidorm* Bastards" do programa. Ele exigiu que a palavra Benidorm fosse retirada do nome.

## Prêmios
- Em setembro de 2010, a série ganhou o Rose d'Or nas categorias "comédia" e "melhores de 2010".
- Em novembro de 2011, a série ganhou o Emmy Award Internacional na categoria "comédia".

## Versões internacionais
- uma versão do programa, chamada "Rollator Banden", foi produzida pelo canal holandês RTL 4;

- a rede NBC dos Estados Unidos criou uma adaptação chamada "Betty White's Off Their Rockers", estrelada por Betty White, que estreou em 16 de janeiro de 2012;[1]

- o show teve adaptações em todos os países escandinavos, com versões na Dinamarca ("Rollatorbanden"), Noruega ("Bingobanden") e Suécia ("Pensionärsjävlar");

- no Reino Unido, a ITV adaptou a comédia.[2] O primeiro episódio foi ao ar a 7 de abril de 2013;[3]

- uma versão turca chamada "Baston Takımı" foi ao ar pela Star TV;

- uma versão chamada "Os Velhinhos se Divertem" é produzida e transmitida no Brasil pelo Programa Silvio Santos (SBT) como um quadro do programa desde 2011;

- a versão portuguesa "Gang dos Cotas" estreou a 16 de agosto de 2013 na TVI;[4]

- a versão espanhola "Los mayores gamberros" estreou em 13 de setembro de 2013 na Antena 3.[5]